# The Battle at Elderbush Gulch
The Battle at Elderbush Gulch (também conhecido como The Battle of Elderbush Gulch) é um filme mudo dos Estados Unidos de 1913, do gênero faroeste, escrito e dirigido por D. W. Griffith, estrelado pelos atores Mae Marsh, Lillian Gish, e Lionel Barrymore.

## Elenco
- Mae Marsh
- Leslie Loveridge
- Alfred Paget
- Robert Harron
- Lillian Gish
- Charles Hill Mailes
- William A. Carroll
- Frank Opperman
- Henry B. Walthall
- Joseph McDermott
- Jennie Lee
- Lionel Barrymore
- Elmer Booth
- Kate Bruce
- Harry Carey
- Charles Gorman
- Dell Henderson
- Elmo Lincoln
- W. Chrystie Miller
- W. C. Robinson
- Blanche Sweet